# New Musical Resources

New Musical Resources est un livre écrit par Henry Cowell en 1919 en Californie, puis remanié et édité à New York en 1930. L'ensemble de ce travail a été très influencé par le musicologue Charles Seeger.
Les trois mouvements du Concerto pour piano et orchestre de Henry Cowell sont sous-titrés à partir des titres de chapitres de ce livre.
Par la suite, New Musical Resources a eu une influence considérable sur plusieurs compositeurs, comme Conlon Nancarrow, John Cage, Virgil Thomson, Harry Partch, Mauricio Kagel et d'autres.
Le musicologue David Nicholls fait autorité sur cet ouvrage. Il en a dirigé la réédition de 1962 avec un commentaire en postface.